# 河相智志
河相 智志（かわい さとし、1982年〈昭和57年〉3月29日 - ）は、日本のプロバスケットボール選手。広島県福山市出身。ポジションはガード/フォワード。3x3.EXE PREMIER・福山バッツ代表兼選手。

## 来歴
広島県立戸手高等学校を卒業後、2003年に日本リーグのさいたまブロンコスに加入し1シーズン在籍した。さいたま退団後は広島に戻り、広島県チームで国体に出場。2008年からクラブチームのBeansに所属。
2009年、ニッポン・トルネード初代メンバーとなる
2011年4月、JBL2の新規参入チーム・兵庫ストークスに入団し、1シーズン在籍。
2012-13シーズンはデイトリックつくばでプレー。
2013-14シーズンはNBLのつくばロボッツと契約。46試合に出場し、1試合平均11.5得点。
2014年7月にbjリーグの島根スサノオマジックに移籍。
2015-16シーズン、サイバーダインつくばロボッツに所属
2016-17シーズン、豊通ファイティングイーグルス名古屋に所属
2017-18シーズンから2シーズン、アースフレンズ東京Zに所属。
2019年、3x3.EXE PREMIERのスリストム広島に所属。
2019年秋、福山市で3人制プロバスケットボールチーム「福山バッツ」を設立。2020シーズンより、3x3.EXE PREMIERに参入。

## 記録
| シーズン | チーム   | GP | GS | MPG  | FG%  | 3P%  | FT%  | RPG | APG | SPG | BPG | TO  | PPG  |
| -------- | -------- | -- | -- | ---- | ---- | ---- | ---- | --- | --- | --- | --- | --- | ---- |
| 2003-04  | さいたま |    |    |      |      |      |      |     |     |     |     |     |      |
| 2011-12  | 兵庫     |    |    |      |      |      |      |     |     |     |     |     |      |
| 2012-13  | Dつくば  |    |    |      |      |      |      |     |     |     |     |     |      |
| 2013-14  | つくばR  | 46 | 38 | 25.7 | .339 | .358 | .800 | 2.4 | 1.1 | 0.9 | 0   | 1.7 | 11.5 |
| 2014-15  | 島根     | 49 |    | 10.3 | .317 | .320 | .958 | 1.0 | 0.4 | 0.3 | 0.0 | 0.7 | 2.5  |